# سيلينة حادة الأسنان
السيلينة حادة الأسنان (باللاتينية: Silene oxyodonta) نوع نباتي يتبع جنس السيلينة من الفصيلة القرنفلية.

## الموئل والانتشار
موطنها بلاد الشام.